# Kamienica przy Rynku 7 w Katowicach
Kamienica przy Rynku 7 w Katowicach – zabytkowa kamienica usługowa, położona przy Rynku 7 w Katowicach-Śródmieściu. Budynek ten, zaprojektowany przez Ludwiga Goldsteina, pochodzi z 1862 roku, a obecny kształt fasady sięga 1922 roku. 

## Historia

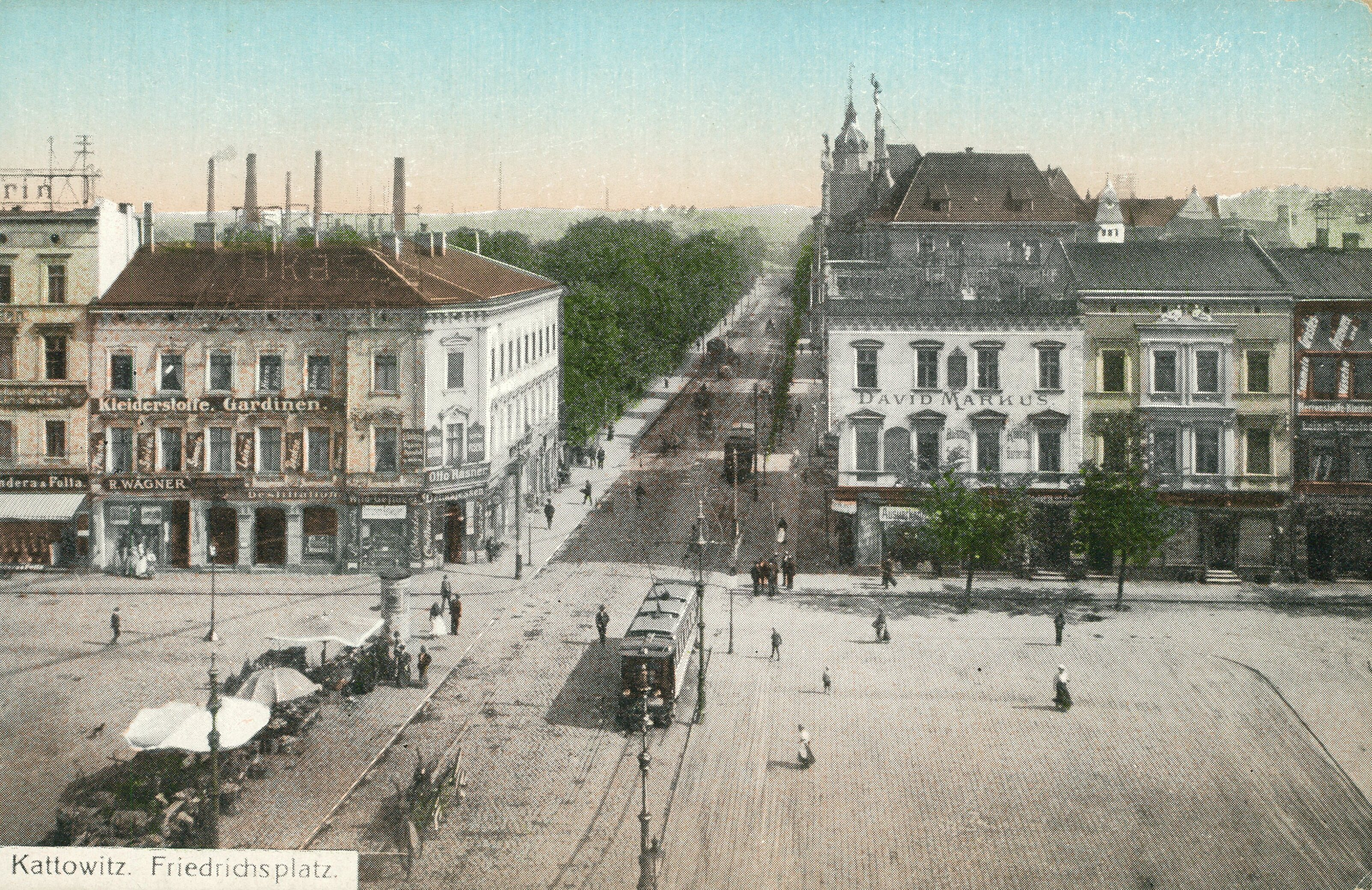
Pocztówka wydana po 1906 roku, przedstawiająca północną pierzeję Rynku w Katowicach; po prawej widoczna kamienica pod nr. 7, będąca jeszcze przed przebudową fasady

Kamienicę oddano do użytku w 1862 roku, a zaprojektował ją Ludwig Goldstein. Powstała ona wówczas jako kamienica mieszkalna. W późniejszym czasie uległa ona kilkukrotnie przebudowie. Pierwsza nastąpiła pod koniec XIX wieku, a w 1922 roku kamienicę nadbudowano i przebudowano. Wówczas też fasada uzyskała swój obecny kształt.
W 1935 roku właścicielem kamienicy pod numerem 7 było Katowickie Towarzystwo Bankowe, Bank Spółdzielczy. W tym czasie działała tam firma „Nostra”, a swoje lokale mieszkalne mieli m.in. dwaj adwokaci i kupiec. W okresie międzywojennym swoją siedzibę miał tu także Okręgowy i Miejscowy Urząd Miar.
Kamienica kolejną przebudowę przeszła w 1945 roku. W dniu 30 grudnia 1991 roku budynek wpisano do rejestru zabytków. 
W 2018 roku w kamienicy działała placówka banku Societe Generale, bar mleczny, a także przedsiębiorstwo konserwacji zabytków. Na początku 2022 roku w systemie REGON był czynny jeden aktywny podmiot gospodarczy z siedzibą przy Rynku 7, prowadzący wówczas w kamienicy Hostel Rynek 7.

## Charakterystyka
Zabytkowa kamienica mieszkalno-handlowa położona jest przy Rynku 7 w katowickiej dzielnicy Śródmieście. 
Została ona zaprojektowana na planie odwróconej litery „C”. Bryła budynku jest zwarta, kryta dachem dwuspadowym o stromej połaci frontowej. Powierzchnia użytkowa budynku wynosi 1152,36 m², zaś powierzchnia zabudowy 317 m². Kamienica posiada trzy kondygnacje nadziemne, wieńczące bryłę budynku użytkowe poddasze, a także podpiwniczenie.
Fasada kamienicy jest czteroosiowa, symetryczna i tynkowana, rozdzielona pilastrami, pomiędzy którymi znajdują się proste okna. Na trzeciej kondygnacji są ozdobione skromnymi naczółkami. Szczytowa ściana fasady kamienicy zwieńczona jest półokrągłym łukiem. W ścianie tej ulokowano dwa okna, pomiędzy którymi znajduje się pilaster wizualnie podtrzymujący półokrągłe zwieńczenie szczytu. Po bokach szczytu znajdują się lukarny.
Parter kamienicy ma inny rytm osi, a w jego skraju znajduje się wejście do budynku.
Kamienica jest wpisana do rejestru zabytków pod współczesnym numerem A/705/2020 – granice ochrony obejmują cały budynek. Budynek wpisany jest także do gminnej ewidencji zabytków miasta Katowice. 